# Cliff Robertson
Clifford Parker Robertson III, conhecido por  Cliff Robertson (La Jolla, 9 de setembro de 1923 — Stony Brook, 10 de setembro de 2011), foi um ator estadunidense.

## Biografia
Cliff Robertson nasceu em La Jolla, Califórnia, no dia 9 de setembro de 1923. Filho de Clifford Parker Robertson, Jr. (1902–1968) e Audrey Willingham (1903-1925), Cliff ingressou no Antioch College em Ohio e trabalhou como jornalista por um curto período de tempo. No colegial, ele era conhecido como "The Walking Phoenix" (o fênix ambulante).
Robertson foi casado com a atriz Dina Merrill (1966-1986). Um dos principais hobbies de Robertson é o avião. Entre outras aeronaves, ele possuiu vários Havilland Tiger, um Messerschmitt Bf 108 e um autêntico avião da Segunda Guerra Mundial, Mk.IX Supermarine Spitfire MK923.
Seguindo-se à sua dedicada experiência nos palcos e na televisão, Cliff estreou nas telas num interessante papel de coadjuvante em Picnic (1955). Depois, personificou o jovem marido de Joan Crawford em Autumn Leaves (1956). Por sua participação em Charly (1968), que no Brasil se chamou Os Dois Mundos de Charly, Cliff ganhou o Oscar de melhor ator de 1969. No filme ele faz o papel de um homem mentalmente retardado, de 30 anos, que após uma operação no cérebro transforma-se num gênio. Cliff foi pessoalmente escolhido pelo presidente John F. Kennedy para interpretá-lo, como o tenente da Marinha dos Estados Unidos durante a Segunda Guerra Mundial, no filme PT 109, de 1963.
Em 1977, Robertson descobriu que seu nome havia sido forjado em um cheque de dez mil dólares, embora o dinheiro não fosse devido a ele. Ele também descobriu que a falsificação tinha sido realizada pelo chefe da Columbia Pictures, David Begelman. Ao fazer a denúncia, ele inadvertidamente provocou um dos maiores escândalos de Hollywood dos anos 1970. Robertson ficou posteriormente afastado das telas durante vários anos, até finalmente voltar ao cinema em Brainstorm (1983) e à televisão, com a personagem Dr. Michael Ranson em Falcon Crest, uma participação especial entre 1983 e 1984.
Possui uma estrela na Calçada da Fama localizada em 6801 Hollywood Boulevard.

## Morte
Segundo informou sua secretária, Robertson faleceu de causas naturais em 10 de setembro de 2011, exatamente um dia após completar 88 anos.

## Filmografia selecionada
- 1955 - Picnic (br: Férias de amor / pt: Piquenique)
- 1956 - Autumn Leaves (br: Folhas mortas)
- 1958 - The Naked and the Dead (br: A morte tem seu preço)
- 1959 - Gidget (br.: Maldosamente ingênua)
- 1961 - All in a night's work  (br: A dama da madrugada)
- 1963 - PT 109 (br.: O herói do PT 109)
- 1963 - Sunday in New York (br: Um domingo em Nova York)
- 1964 - The Best Man (Vassalos da ambição)
- 1965 - Up From the Beach (Muito Além da Glória)
- 1965 - Love Has Many Faces (O amor tem muitas faces)
- 1967 - The Honey Pot
- 1968 - The Devil's Brigade (br: A brigada do diabo)
- 1968 - Charly (br: Os dois mundos de Charly)
- 1970 - Too Late the Hero (br: Assim nascem os heróis)
- 1975 - Three Days of the Condor
- 1976 - Midway
- 1976 - Obsession
- 1980 - O Piloto
- 1983 - Star 80
- 1983 - Brainstorm
- 1983 - Class
- 1987 - Malone
- 1991 - "Wild Hearts Can't Be broken" (br: Mergulho Em Uma Paixão)
- 1994 - Renaissance Man (br: Um novo homem)
- 1996 - Escape from L.A. (br: Fuga de Los Angeles)
- 2002 - Spider-Man
- 2004 - Spider-Man 2
- 2004 - Riding the Bullet
- 2007 - Spider-Man 3